# Terra Indígena Ribeirão Silveira
A Tekoha Morutï, nome na língua guarani para a área conhecida pelos não-indígenas como Terra Indígena Ribeirão Silveira ou Aldeia Rio Silveira, é uma terra indígena localizada no litoral norte do estado brasileiro de São Paulo. 

## História
De acordo com relatos datados de 1563 dos padres jesuítas Manoel da Nóbrega e José de Anchieta, durante as primeiras décadas do Brasil Colônia, o espaço territorial compreendido entre a contemporânea cidade paulista de Bertioga e a contemporânea cidade fluminense de Cabo Frio era ocupado por um conjunto de aldeias de povos de línguas integrantes do tronco tupi-guarani (principalmente tupinambás) que se uniram em uma coalização político-militar que contou com o apoio estratégico de corsários a serviço do Reino da França visando combater os colonizadores portugueses que estavam invadindo o seu território, coalizão que recebeu o nome de Confederação dos Tamoios.
O extermínio seguido da escravização dos povos indígenas pelos portugueses e, posteriormente, por estes em conjunto com os bandeirantes mamelucos situados nas capitanias de São Vicente e de Santo Amaro, fez com que os sobreviventes dessas ações fossem forçados a abandonar esse território permitindo que fosse consolidado o domínio de Portugal sobre o litoral paulista. Exemplo desse deslocamento populacional forçado foi a migração conduzida por jesuítas de mais de 100 mil indígenas guarani para um território situado nas imediações das cataratas do Iguaçu, visando fugir da escravização, em que pouco menos de 10 mil indígenas conseguiram chegar ao destino, mas que diante do assédio dos bandeirantes paulistas às missões jesuíticas da República do Guairá, esses sobreviventes indígenas acabariam se refugiando em missões situadas no território do Paraguai, que na época era colonizado pelo Império espanhol.
A contemporânea ocupação da área que compõe a Terra Indígena (TI) Ribeirão Silveira é fruto de um processo social de retomada territorial ocorrida entre as décadas de 1940 e 1950 quando famílias indígenas Guarani oriundas de regiões fronteiriças do Brasil, especialmente com o Paraguai, fixaram-se no local sob a liderança de Miguel Karai. Após o seu falecimento e a migração de sua esposa Maria Tataxï ou Tataxï Yva Rete ou Maria de Caieiras com alguns integrantes para aldeias situadas no Rio de Janeiro e no Espírito Santo, a liderança do território foi assumida pelo mbyá Pedro, o capitão Pedro do Rio Grande, quando a aldeia agregou grupos nhandeva do litoral sul paulista, além de outro grupo mbyá situado na região Sul do Brasil.
Durante os anos 1960, após a morte do cacique Pedro do Rio Grande, a liderança é assumida por Gumercindo, filho do cacique Pedro, época em que os conflitos internos entre mbyá e ñandeva se intensificaram na terra indígena, tendo ocorrido o deslocamento de muitos mbyá do território, os quais migraram para a terra indígena Boa Vista, situada em Ubatuba.
Em 1978, ocorreu o falecimento do cacique Gumercindo Mbyá, quando a liderança do território guarani passou a ser assumida pelo ñandeva Samuel Bento dos Santos (jejoko), o qual era casado com uma mbyá e filho do cacique da aldeia Bananal, Bento Samuel dos Santos. A partir desta década em que ocorreu a pacificação interna, a expansão urbana no litoral de São Paulo intensificou os conflitos externos especialmente diante da especulação imobiliária na região.
Essas pressões externas foram concretizadas no final da década de 1970 por empreendimentos imobiliários e agropecuários na região, tais como os do Espólio de Domenico Maricondi, que iniciou a implementação dos loteamentos Parque Balneário Boracéia I e Boracéia II, e, em 1982, a atuação do Grupo Peralta que começou a planejar um projeto agropecuário, além da iniciativa de um dos sócios da Fator Empreendimentos Imobiliários que também começou a planejar a construção de um loteamento de casas de veraneio na praia da Juréia.
O processo de formalização do reconhecimento estatal da secular ocupação indígena guarani no litoral norte de São Paulo se iniciou em 1983 com a decisão liminar proferida pelo juiz de direito da comarca de São Sebastião, Pedro Vicentini, magistrado de primeiro grau do TJ-SP que concedeu liminar de manutenção de posse aos Guarani da chamada aldeia Rio Silveira, que estavam sendo ameaçados de expulsão de suas terras pelos donos de grandes propriedades de terra existentes na região, e a instauração pela FUNAI do processo administrativo FUNAI/BSB/0531/83 que levou a parte dessas áreas virem a ser demarcadas em 1987, quando José Sarney, presidente da república na época, expediu o Decreto presidencial nº 94.568, de 8 de julho de 1987, que homologou a demarcação administrativa de 948 hectares das áreas tradicionalmente ocupadas por indígenas Guarani Mbyá e Ñandeva, denominando-a inicialmente como Área Indígena Guarani do Ribeirão Silveira.
Duas décadas depois, durante o segundo mandato do presidente da república Lula da Silva, esse território foi expandido por meio de declaração administrativa do Ministério da Justiça veiculada por meio da Portaria MJ nº 1.236/2008, expedida pelo ministro Tarso Genro, no qual se reconheceu que a área tradicionalmente ocupada que compõe a Terra Indígena do Ribeirão Silveira teria uma área aproximada de 85 km² ou 8.500 hectares abarcando os municípios paulistas de Bertioga, São Sebastião, Salesópolis.

## Demografia
Atualmente, ela conta com uma população de 474 pessoas que integram os povos Guarani Mbya e Guarani Ñandeva e que estão distribuídas por 5 (cinco) aldeias. 

## Meio Ambiente
Ela se situa nas bacias hidrográficas do rio Ribeira, dentro do bioma Mata Atlântica. Do ponto de vista florestal, é coberta 100% por floresta ombrófila densa.
Há uma sobreposição, ou seja coincidência, de 59,05% desta TI com o polígono do Parque Estadual da Serra do Mar.

## Educação escolar indígena
As instituições escolares situadas na TI que oferecem educação básica por meio do sistema de ensino da Secretaria Estadual de Educação são as seguintes:
- Escola Municipal Indígena Nhembo 'e' á Porã;[4]
- Escola Estadual Indígena Txeru Ba'e Kua-I.[4]

## Instituições governamentais de apoio
Esta TI conta com o apoio das seguintes instituições governamentais: 
- Políticas indígenas em geral: Coordenação Regional Litoral Sudeste da FUNAI (CR Litoral Sudoeste), unidade da FUNAI que se encontra localizada no município de Itanhaém.[2]
- Saúde indígena: Distrito Sanitário Especial Indígena do Litoral Sul (DSEI Litoral Sul), unidade subordinada à Secretaria Especial de Saúde Indígena (SESAI) do Ministério da Saúde.[2]